# Bengt Duse
Bengt Duse, död under 1600-talet, var en svensk adelsman.

## Biografi
Bengt Duse var son till häradshövdingen Peder Duse i Norrvidinge härad och Ingrid Larsdotter (Liljesparre). Han adlades 9 augusti 1575 och fick adlig sköld och hjälm. Duse var nämns som död 1618.

### Egendom
Duse ägde gårdarna Åkershult och Hultsvik i Korsberga socken. Han ägde Dolby i Hultsjö socken senast 1572, som han fått genom arv. Duse fick 1577 Åkershult, som han fick genom byte med Nils Posse. Från 1580 ägde han även Lillarp och Sjögle i Skirö socken.

### Familj
Duse gifte sig första gången 30 augusti 1570 med Brita Tordsdotter, dotter av Tord Larsson och Carin. De fick tillsammans barnen Nils Bengtsson, Knut Bengtsson, Cecilia Bengtsdotter som var gift med Udde Grijs och Bengt Bengtsdotter som var gift med majoren Nils Rosenquist af Åkershult.
Duse gifte sig andra gången 8 februari 1609 med Margareta Andersdotter.